# Naturschutzgebiet Die Erlen

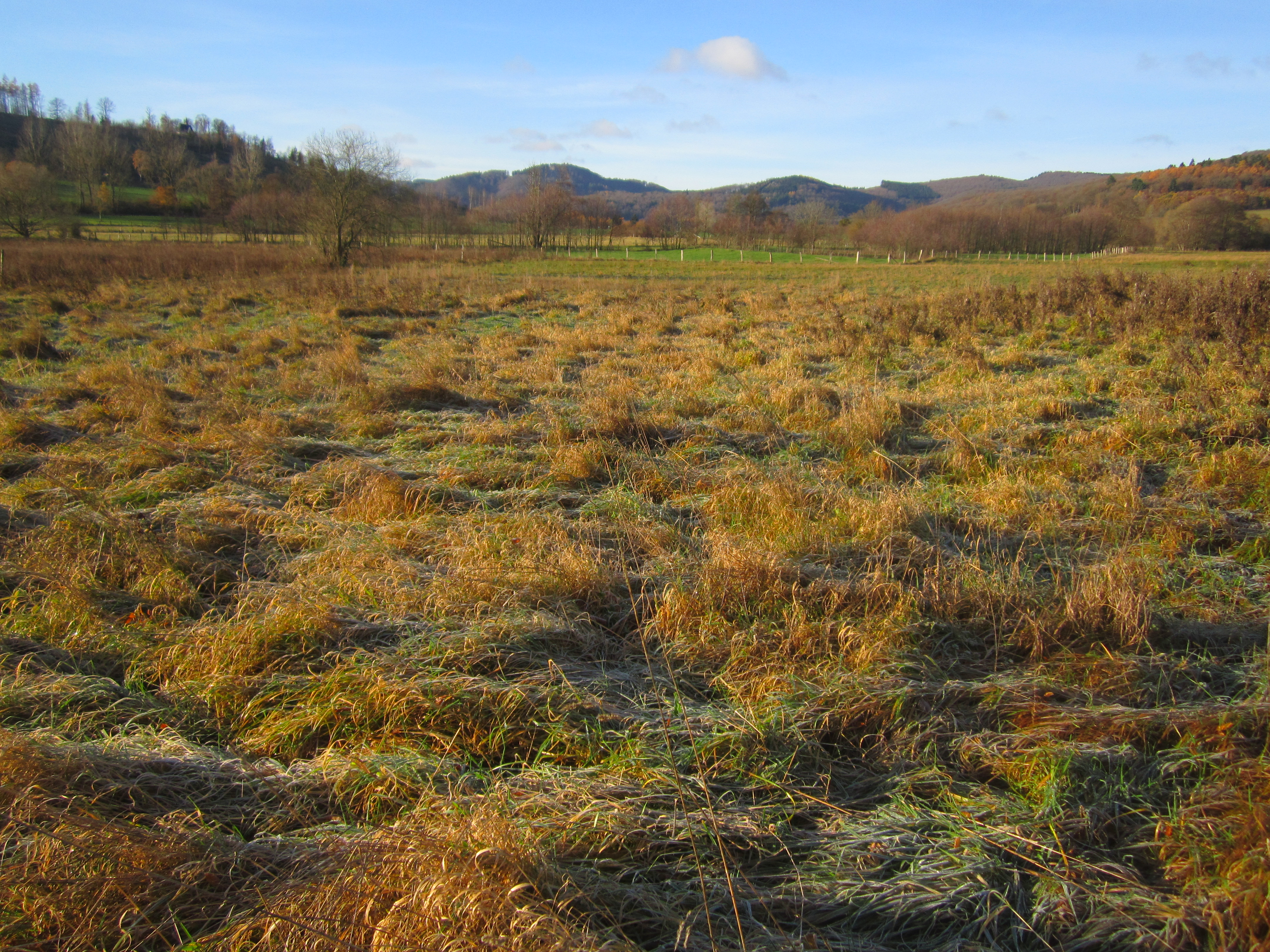
Naturschutzgebiet Die Erlen

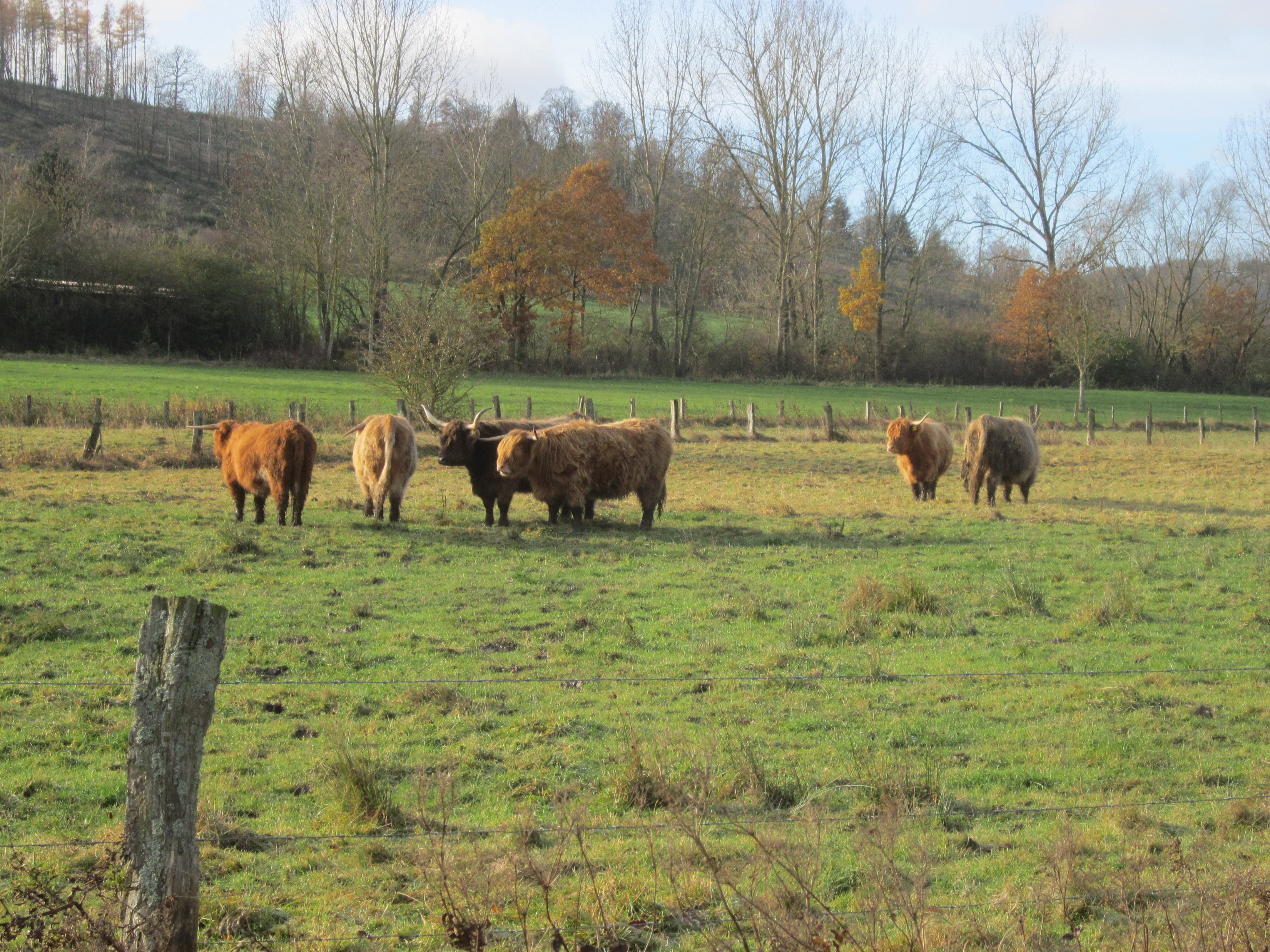
Schottische Hochlandrinder im Naturschutzgebiet

Das Naturschutzgebiet Die Erlen mit einer Größe von 35,08 ha liegt westlich von Medebach. Es wurde 2003 mit dem Landschaftsplan Medebach durch den Hochsauerlandkreis als Naturschutzgebiet (NSG) ausgewiesen. Das NSG ist Teil des Europäischen Vogelschutzgebietes Medebacher Bucht (DE-4717-401). Im Osten grenzt das NSG direkt an den Siedlungsbereich von Medebach an. Das NSG ist im Westen und Norden umgeben vom Landschaftsschutzgebiet Medebacher Kernraum: Quellmulden, Niederungszonen und Flächhänge. Im Süden grenzt teilweise das Landschaftsschutzgebiet Medebach an. Durch die Landstraße 740 und die Kreisstraße 56 werden zwei Teilbereiche vom Hauptteil des NSG getrennt.

## Gebietsbeschreibung
Im NSG handelt es sich um die Grünlandniederung Die Erlen mit dem Medebach. Im Grünland finden sich Magerweiden und Feuchtwiesen. Beim Grünland handelt es sich zum Großteil um gesetzlich geschützte Biotope nach § 30 BNatSchG. 

## Tier- und Pflanzenarten im NSG
Im NSG brüten Wiesenbrüter und Heckenbrüter wie Feldlerche und Neuntöter. Im NSG wurden vom Landesamt für Natur, Umwelt und Verbraucherschutz Nordrhein-Westfalen die weiteren Tierarten dokumentiert wie Bekassine, Bluthänfling, Goldammer, Grünfink, Hausrotschwanz, Kiebitz, Rohrammer, Stieglitz, Sumpfrohrsänger, Wiesenpieper.
Auswahl vom Landesamt dokumentierter im Pflanzenarten: Acker-Minze, Acker-Vergissmeinnicht, Acker-Witwenblume, Besenheide, Bittersüßer Nachtschatten, Blauer Eisenhut, Breitblättriger Thymian, Breitblättriges Knabenkraut, Echter Baldrian, Echtes Johanniskraut, Echtes Labkraut, Echtes Leinkraut, Echtes Mädesüß, Gänseblümchen, Gamander-Ehrenpreis, Geflecktes Johanniskraut, Gelbes Sonnenröschen, Gras-Sternmiere, Großer Wiesenknopf, Hain-Vergissmeinnicht, Herbstzeitlose, Kleine Bibernelle, Kleiner Baldrian, Kleiner Klappertopf, Kleines Habichtskraut, Kletten-Labkraut, Knolliger Hahnenfuß, Kriechender Günsel, Kriechender Hahnenfuß, Kuckucks-Lichtnelke, Körner-Steinbrech, Magerwiesen-Margerite, Moor-Labkraut, Moschus-Malve, Rundblättrige Glockenblume, Schlangen-Knöterich, Scharfer Hahnenfuß, Schmalblättriges Weidenröschen, Skabiosen-Flockenblume, Spitzlappiger Frauenmantel, Sumpf-Dotterblume, Sumpf-Labkraut, Sumpf-Pippau, Sumpf-Storchschnabel, Sumpf-Vergissmeinnicht, Sumpf-Ziest, Teufelsabbiss, Trollblume, Vogel-Wicke, Wald-Engelwurz, Wald-Storchschnabel, Wasser-Minze, Weißes Labkraut, Wiesen-Bocksbart, Wiesen-Bärenklau, Wiesen-Flockenblume, Wiesen-Kerbel, Wiesen-Kümmel, Wiesen-Labkraut, Wiesen-Platterbse, Wiesen-Schaumkraut, Zaun-Wicke, Zottiges Weidenröschen.

## Schutzzweck
Das NSG soll das Grünland mit seinem Arteninventar schützen. Wie bei allen Naturschutzgebieten in Deutschland wurde in der Schutzausweisung darauf hingewiesen, dass das Gebiet „wegen der Seltenheit, besonderen Eigenart und Schönheit des Gebietes“ zum Naturschutzgebiet erklärt wurde.